# Lisboa y Valle del Tajo
La región de Lisboa y Valle del Tajo (oficialmente, en portugués, Lisboa e Vale do Tejo) era una antigua región portuguesa, que comprendía íntegramente el distrito de Lisboa, la casi totalidad del distrito de Santarém y cerca de un tercio de los distritos de Setúbal y Leiría. Limitaba al norte con la región Centro, al este y al sur con el Alentejo, y al sur y al oeste con el océano Atlántico. 
Área: 11 633 km² (un 13% del Portugal Continental). Población (2001): 3 468 869 (un 35% del Portugal Continental). Es la segunda región en número de habitantes de Portugal tras la Región do Norte.

## Subregiones
La Región de Lisboa y Valle del Tajo comprendía 5 subregiones estadísticas (NUTS III):
- Grande Lisboa
- Lezíria do Tejo
- Medio Tejo
- Oeste
- Península de Setúbal

Desapareció en 2002, habiendo sido repartida entre la Región Centro (a donde pasaron las subregiones del Oeste y Medio Tejo) y el Alentejo (a donde pasó la Lezíria do Tejo, a pesar de tener más similitudes con Medio Tejo que con Alentejo), y la nueva Región de Lisboa, que pasó a comprender las dos subregiones estadísticas restantes de la antigua región LVT: la Grande Lisboa y la Península de Setúbal.

## Otras subdivisiones
La región de Lisboa y Valle del Tajo comprendía 51 municipios (un 16,5% del total nacional), que a su vez incluían 525 freguesias.